# 66 Choral-Improvisationen
Die 66 Choral-Improvisationen für Orgel, Op. 65, wurden von Sigfrid Karg-Elert zwischen 1906 und 1908 komponiert und 1909 veröffentlicht. Das Opus ist dem französischen Organisten und Komponisten Alexandre Guilmant gewidmet.

## Heft 1. Advent, Weihnachten.
1. „Ach bleib mit deiner Gnade“ – „Christus der ist mein Leben“
2. „Aus meines Herzens Grunde“
3. „Alles ist an Gottes Segen“
4. „Es ist das Heil uns kommen her“
5. „Freu dich sehr, o meine Seele“
6. „Gelobet seist du, Jesu Christ“
7. „Lobt Gott, ihr Christen allzugleich“
8. „Macht hoch die Tür“
9. „Mit Ernst, o Menschenkinder“ – „Von Gott will ich nicht lassen“
10. „Vom Himmel hoch“ – „Dies ist der Tag, den Gott gemacht“
11. „Valet will ich dir geben“ – „Wie soll ich dich empfangen“

## Heft 2. Passionszeit.
1. „An Wasserflüssen Babylon“ – „Ein Lämmlein geht und trägt die Schuld“
2. „Herr Jesu Christ, dich zu uns wend“
3. „Herr und Ältster deiner Kreuzgemeinde“
4. „Herzlich lieb hab ich dich, o Herr“
5. „Herzlich tut mich verlangen“ – „O Haupt voll Blut und Wunden“
6. „Herzliebster Jesu, was hast du verbrochen“
7. „Ich will dich lieben, meine Stärke“
8. „Ich dank dir schon durch deinen Sohn“
9. „O Lamm Gottes, unschuldig“
10. „O Welt, ich muss dich lassen“
11. „Sollt ich meinem Gott nicht singen“ – „Lasset uns mit Jesu ziehen“

## Heft 3. Neujahr, Ostern, Verschiedene Festtage.
1. „Allein Gott in der Höh sei Ehr – Gloria in excelsis Deo“
2. „Dir, dir, Jehova, will ich singen“
3. „Erschienen ist der herrlich Tag“
4. „Jesu, hilf siegen, du Fürste des Lebens“
5. „Jesu, meine Zuversicht“
6. „Lobe den Herren, o meine Seele“
7. „Machs mit mir, Gott, nach deiner Güt“
8. „Nach einer Prüfung kurzer Tage“
9. „Nun lasst uns Gott dem Herren“
10. „Ringe recht, wenn Gottes Gnade“
11. „Wachet auf, ruft uns die Stimme“

## Heft 4. Himmelfahrt, Pfingsten.
1. „Ach Gott und Herr“ – „Zeuch uns nach dir“
2. „Gott des Himmels und der Erden“ – „Komm, o komm du Geist des Lebens“
3. „Herr, wie du willst“, Christi Himmelfahrt
4. „Ich danke dir, lieber Herre“ – „O komm, du Geist der Wahrheit“
5. „Jesu, meine Freude“
6. „Komm, Heiliger Geist, Herre Gott“
7. „O, dass ich tausend Zungen hätte“ – „Wer weiß, wie nahe mir mein Ende“
8. „O Durchbrecher aller Bande“
9. „O Ewigkeit, du Donnerwort“
10. „O Gott, du frommer Gott“, erste Fassung
11. „Wie schön leuchtet der Morgenstern“ – „O heiliger Geist, kehr bei uns ein“

## Heft 5. Reformationsfest, Bußtag, Abendmahl, Totenfest.
1. „Aus tiefer Not schrei ich zu dir“
2. „Christe, du Lamm Gottes“
3. „Ein feste Burg ist unser Gott“
4. „Jerusalem, du hochgebaute Stadt“
5. „Meinen Jesum lass ich nicht“
6. „O Gott, du frommer Gott“, zweite Fassuntg
7. „Schmücke dich, o liebe Seele“
8. „Sollt es gleich bisweilen scheinen“
9. „Straf mich nicht in deinem Zorn“ – „Tretet her zum Tisch des Herrn“
10. „Werde munter, mein Gemüte“ – „Herr, du hast für alle Sünder“
11. „Wer weiß, wie nahe mir mein Ende“

## Heft 6. Konfirmation, Trauung, Taufe, Erntefest.
1. „Jesu, geh voran“ – „Seelenbräutigam, Jesu, Gottes Lamm“
2. „Liebster Jesu, wir sind hier“
3. „Lobe den Herren, den mächtigen König“
4. „Nun danket alle Gott“
5. „O du Liebe meiner Liebe“ – „Bei dir, Jesu, will ich bleiben“
6. „Was Gott tut, das ist wohlgetan“
7. „Wer nur den lieben Gott lässt walten“, erste Fassung
8. „Wer nur den lieben Gott lässt walten“, zweite Fassung
9. „Wie schön leuchtet der Morgenstern“
10. „Wie wohl ist mir, o Freund der Seelen“
11. „Wunderbarer König“